# Fjellfoten
Fjellfoten är en tätort i Nes kommun i Akershus fylke i sydöstra Norge. Tätorten hade 1 328 invånare den 1 januari 2022, vilket är en ökning från 2009 då tätorten hade 1 006 invånare. 
Tätorten har en skola, Fjellfotens skola som invigdes år 1975 och renoverades år 1997. Skolåret 2019-20 noterades 154 elever i skolan och 25 anställda. Tätorten ligger fem kilometer från kommunens centralort Årnes.